# Ла Казина (Латина)
Ла Казина је насеље у Италији у округу Латина, региону Лацио.
Према процени из 2011. у насељу је живело 82 становника. Насеље се налази на надморској висини од 137 м.